# Titularbistum Pharan
Das Bistum Pharan (italienisch diocesi di Faran, lateinisch Dioecesis Pharanitana) ist ein Titularbistum der römisch-katholischen Kirche. Es geht zurück auf das frühere Bistum der antiken Stadt Pharan in der römischen Provinz Syria Palaestina bzw. Palaestina Tertia. Es gehörte der Kirchenprovinz Petra an.
| Titularbischöfe von Pharan |                                        |                                                 |                  |                 |
| Nr.                        | Name                                   | Amt                                             | von              | bis             |
| 1                          | Jean-Baptiste-Maximilien Chabalier MEP | Apostolischer Vikar von Phnom-Penh (Kambodscha) | 2. Dezember 1937 | 11. Juni 1955   |
| 2                          | John Joseph Rafferty                   | Weihbischof in Perth (Australien)               | 12. Juni 1955    | 6. Januar 1962  |
| 3                          | Giulio Barbetta                        | Kurienbischof                                   | 19. März 1962    | 14. Januar 1976 |